# Émile Combes
Émile Justin Louis Combes (6. září 1835 Roquecourbe – 25. května 1921 Pons) byl francouzský politik, představitel Radikální strany. V letech 1902–1905 byl premiérem Francie. Vedl kabinet tzv. levicového bloku, který vytvořili radikálové a socialisté. Proslul svou antiklerikální politikou. Francie pod jeho vedením učinila první rozhodné kroky k odluce církve od státu.

## Život
V mládí chtěl být knězem. Je to paradoxní, neboť později proslul jako antiklerikál. Jeho vášnivý antiklerikalismus ho také přivedl ke svobodnému zednářství. O jeho specificky poskládaném duchovním světě svědčí i to, že byl oddaným spiritistou.
Vystudoval literaturu (1860) a lékařství (1867). Pracoval poté jako lékař. V roce 1875 byl zvolen starostou Ponsu a byl jím až do roku 1919. V roce 1885 byl zvolen do senátu za departement Charente-Inférieure. V Senátu se sblížil s radikály. Zprávy, které vypracovával o otázkách vzdělávání, na něj upoutaly pozornost a 3. listopadu 1895 byl jmenován ministrem veřejného školství v kabinetu Léona Bourgeouse. Poté podporoval Waldeck-Rousseauovu vládu a po jejím pádu v roce 1902 byl sám pověřen sestavením kabinetu. Zmocnil se přitom i vlivného portfolia vnitra.
Hlavní energie vlády byla věnována antiklerikální agendě. Jeho vláda roku 1904 přijala nový zákon o kongregacích, který navazoval na průlomový zákon z roku 1901. Do konce roku 1904 tak bylo uzavřeno téměř 10 000 náboženských škol. Tisíce kněží a jeptišek raději opustily Francii (viz Vyhoštění kongregací z Francie) a vztahy mezi Francií a Vatikánem byly přerušeny. Proti Combesovi se důrazně postavily všechny konzervativní strany (zejm. Action libérale populaire), které považovaly masové zavírání církevních škol za pronásledování náboženství.
Těžkou ranou pro vládu byla tzv. kartová či kastrolová aféra (Affaire des Fiches). Combesův ministr války, generál Louis André, odebral pravomoc povyšování armádních důstojníků z rukou vyšších důstojníků a převedl ji na sebe. Používal pak svobodné zednáře, aby špehovali náboženské chování všech 19 000 důstojníků. Ti, kteří byli odhaleni jako praktikující katolíci, neměli šanci na povýšení. Když tato praxe vyšla na povrch, v říjnu 1904, Combesova vláda se otřásla. Aféra mimo jiné podkopala morálku armády, neboť důstojníci byli rozhořčeni, že jsou tajně sledováni, a zároveň, že jejich možnosti postupu nezávisí na schopnostech. Combese kvůli tomu opustilo několik radikálních a socialistických poslanců, načež podal demisi, ačkoli žádné hlasování o nedůvěře vyvoláno nebylo. Vláda antiklerikálů přesto pokračovala, a když byla roku 1905 plná odluka církve od státu konečně dovršena, byl na slavnostním banketu Combes oslavován jako skutečný tvůrce tohoto díla.
I když měl Combes stále velký vliv na extrémní radikály, po své rezignaci na premiérský post se účastnil politiky jen málo. Vstoupil až do válečného kabinetu Aristida Brianda v říjnu 1915, podobně jako několik dalších politických veteránů. Byl ministrem bez portfeje.